# Dvojno Mersennovo število
Dvojno Mersennovo število je v matematiki Mersennovo število oblike:
{\displaystyle M_{M_{p}}\equiv 2^{2^{p}-1}-1\!\,,}
kjer je p eksponent Mersennovih praštevil.
Najmanjša dvojna Mersennova števila so (OEIS A077586):
{\displaystyle M_{M_{2}}=M_{3}=7}
{\displaystyle M_{M_{3}}=M_{7}=127}
{\displaystyle M_{M_{5}}=M_{31}=2147483647}
{\displaystyle M_{M_{7}}=M_{127}=170141183460469231731687303715884105727} .

## Dvojna Mersennova praštevila
Dvojno Mersennovo število, ki je tudi praštevilo, se imenuje dvojno Mersennovo praštevilo. Ker je Mersennovo število {\displaystyle M_{p}} lahko praštevilo le, če je tudi p praštevilo, je dvojno Mersennovo število {\displaystyle M_{M_{p}}} praštevilo le, če je tudi {\displaystyle M_{p}} samo Mersennovo praštevilo. Prve vrednosti p, za katere je {\displaystyle M_{p}} praštevilo, so (OEIS A000043):
2, 3, 5, 7, 13, 17, 19, 31, 61, 89.
Od teh so {\displaystyle M_{M_{p}}} praštevila za p = 2, 3, 5, 7. Dvojna Mersennova števila za p = 13, 17, 19 in 31 so sestavljena in so znani njihovi eksplicitni prafaktorji. Tako je najmanjši kandidat za naslednje dvojno Mersennovo praštevilo {\displaystyle M_{M_{61}}}, ali {\displaystyle 2^{2305843009213693951}-1}. Število je približno enako 1,695×10694127911065419641 in je preveliko za preveritev praštevilskosti s katerimkoli trenutno znanim testom praštevilskosti. Nima prafaktorjev manjših od 4×1033.
Poseben primer dvojnih Mersennovih števil so Cantorjeva števila oblike:
{\displaystyle c_{n+1}=2^{c_{n}}-1,\quad c_{0}=2;\quad n\geq 0\!\,.}

## Druga definicija
V zgornji definiciji je lahko p nenegativno celo število n: 
{\displaystyle M_{M_{n}}\equiv 2^{2^{n}-1}-1;\quad n\geq 0\!\,,}
kar da celoštevilsko zaporedje (OEIS A077585):
0, 1, 7, 127, 32767, 2147483647, 9223372036854775807, ...